# Galium armenum
Galium armenum là một loài thực vật có hoa trong họ Thiến thảo. Loài này được Schanzer mô tả khoa học đầu tiên năm 1997.